# Margarethe Demelius
Margarethe Demelius (* in Krakau) war eine österreichische Pianistin.
Geboren wurde Margarethe Demelius in Krakau, wo ihr Vater Gustav Demelius (1831–1891) im Jahre 1857 zum Ordentlichen Professor des Römischen Rechts an der Universität ernannt worden war. Ihre Mutter Ottilie (1830–1923) war eine Tochter des Carl Vogel, dem letzten Leibarzt Goethes, und Patenkind des Dichters, ihr Bruder Ernst (1859–1904) bis zu seinem Tod Rektor der Universität Innsbruck.
Margarethe Demelius veranstaltete als Pianistin eigene Konzerte und Kammermusikabende und wirkte bei auswärtigen Konzerten als Gastmusikerin mit. Daneben erteilte sie Klavierunterricht und arrangierte Kurse für das Kammermusikstudium.
Nach dem Tod des Vaters lebte sie gemeinsam mit ihrer Mutter in einer Wohnung im Haus Kochgasse 8 in der Wiener Josefstadt. Ab 1907 bezog der Schriftsteller Stefan Zweig die Wohnung unter den beiden Frauen. Auf eine Einladung in deren Wohnung nahm Zweig in seiner Autobiografie Die Welt von Gestern Bezug.